# Eparchia di Surozh

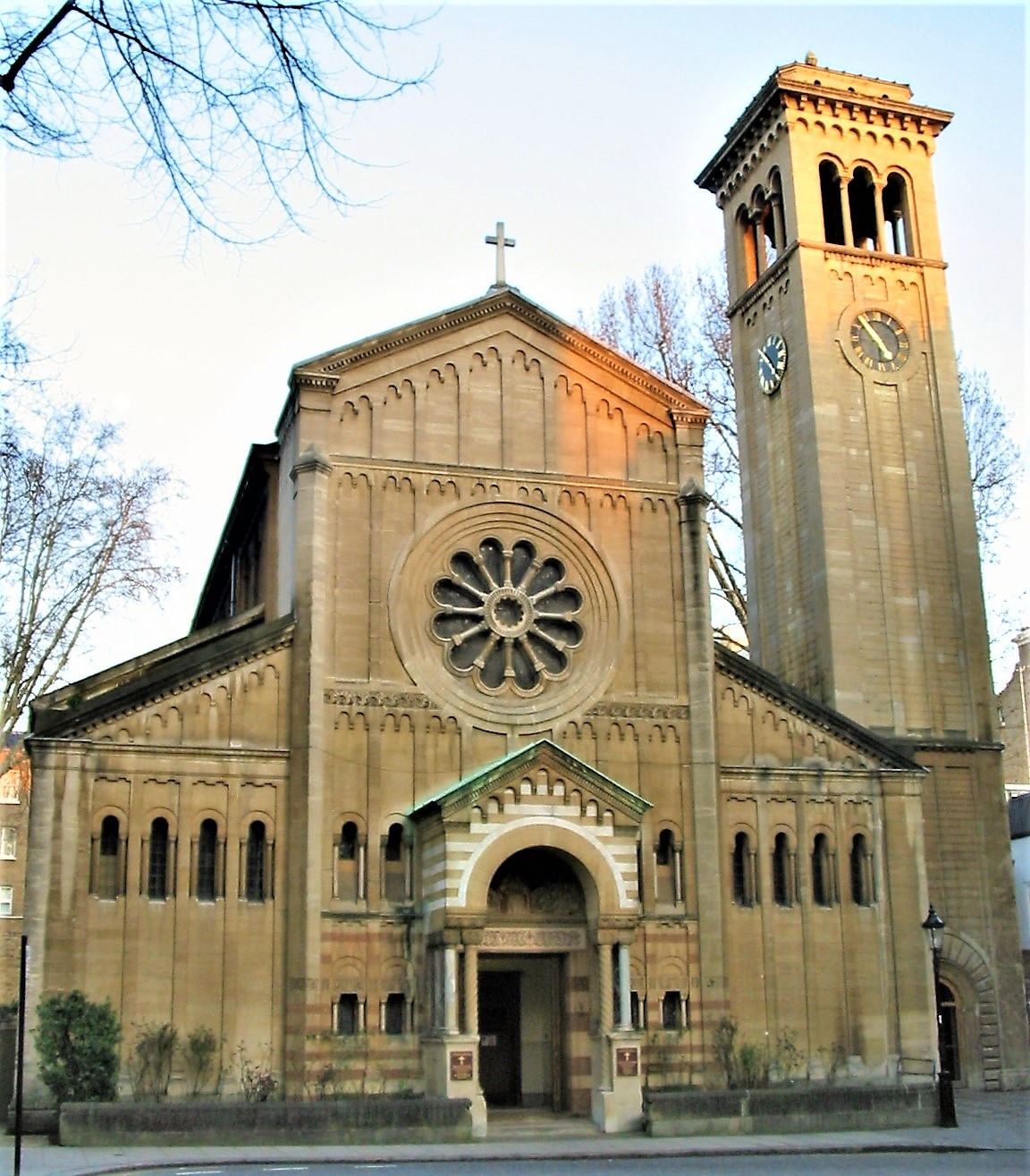
La cattedrale della Dormizione di Londra.

L'eparchia di Surozh (in russo Сурожская епархия?; in inglese Diocese of Sourozh) è una eparchia della Chiesa ortodossa russa, appartenente all'Esarcato patriarcale dell'Europa occidentale. L'eparchia prende il nome dalla città di Sudak, chiamata nelle fonti russe Surozh.
Dal 28 dicembre 2017 l'eparca è Matthew Andreev.
Sullo stesso territorio insistono altre due diocesi di tradizione russa:
- l'Arcieparchia delle parrocchie di tradizione russa dell'Europa occidentale, direttamente sottomessa al patriarca di Mosca, con sede a Parigi;
- l'Eparchia di Londra e dell'Europa occidentale, della Chiesa ortodossa russa fuori dalla Russia, con sede a Londra.

## Territorio
L'eparchia estende la sua giurisdizione sui fedeli ortodossi russi presenti nel Regno Unito e in Irlanda.
Sede eparchiale è la città di Londra, dove si trova la cattedrale della Dormizione.
L'eparchia comprende oltre 40 parrocchie e comunità nel Regno Unito e 12 in Irlanda, raggruppate in 9 decanati o regioni.

## Storia
L'eparchia è stata eretta il 10 ottobre 1962 dal Santo Sinodo della Chiesa ortodossa russa nell'ambito dell'esarcato del patriarcato di Mosca in Europa occidentale.
Con decisione del Santo Sinodo del 30-31 gennaio 1990, l'esarcato dell'Europa occidentale fu abolito e le eparchie che ne facevano parte, inclusa Surozh, furono subordinate direttamente al Patriarca e al Santo Sinodo.
Il 28 dicembre 2018 è entrata a far parte del restaurato esarcato patriarcale dell'Europa occidentale.